# Over You (canção de Daughtry)
"Over You" é o quarto single da banda americana de rock Daughtry que está no seu álbum de estreia. Ela foi anunciada por Chris Daughtry no Summerfest 2007. Muitos apostaram que esta canção seria o segundo single do CD e ela foi muito aguardada pelos fãs, além de ter sido eleita como a melhor canção do álbum em uma votação no site da banda.
A canção também levou um prêmio BMI Awards em 19 de maio de 2009.

## Performance nas paradas
O single foi lançado no radio Top 40 em 24 de julho. Rapidamente tornou-se uma das músicas mais tocadas incluindo na Z100 em Nova Iorque. A canção ficou na posição n° 94 da Billboard Hot 100 e depois subiu para a posição #18. Até hoje, a música ja recebeu 1,329,000 downloads digitais.

### Paradas musicais
| Paradas (2007–08)                             | Melhor posição |
| --------------------------------------------- | -------------- |
| Áustria (Ö3 Austria Top 75)                   | 31             |
| Canadá (Canadian Hot 100)                     | 16             |
| Canadá (Billboard CHR/Top 40)                 | 12             |
| Canadá (Billboard Hot AC)                     | 4              |
| Alemanha (Offizielle Deutsche Charts)         | 57             |
| Nova Zelândia (Recorded Music NZ)             | 26             |
| Suécia (Sverigetopplistan)                    | 22             |
| Estados Unidos (Billboard Hot 100)            | 18             |
| Estados Unidos (Billboard Adult Contemporary) | 16             |
| Estados Unidos (Billboard Adult Top 40)       | 3              |
| Estados Unidos (Billboard Mainstream Top 40)  | 4              |